# 卡佐邦
卡佐邦（法語：Cazaubon，法語發音：[kazobɔ̃]）是法国热尔省的一个市镇，位于该省西北部，和朗德省接壤，属于孔东区。卡佐邦因境内的巴尔博唐温泉（Barbotan-les-Thermes）而闻名。

## 地理
卡佐邦（43°56'5"N, 0°4'18"W）面积55.64 平方千米，位于法国奧克西塔尼大區热尔省，该省份为法国西南部内陆省份，北起顺时针与洛特-加龙省、塔恩-加龙省、上加龙省、上比利牛斯省、大西洋比利牛斯省和朗德省接壤。
与卡佐邦接壤的市镇（或旧市镇、城区）包括：加巴雷、阿马尼亚克堡、拉格朗日、帕尔勒博斯克、艾济约、康帕涅达马尼亚克、埃欧兹、拉雷、马尔盖斯托、蒙克拉尔、雷昂。

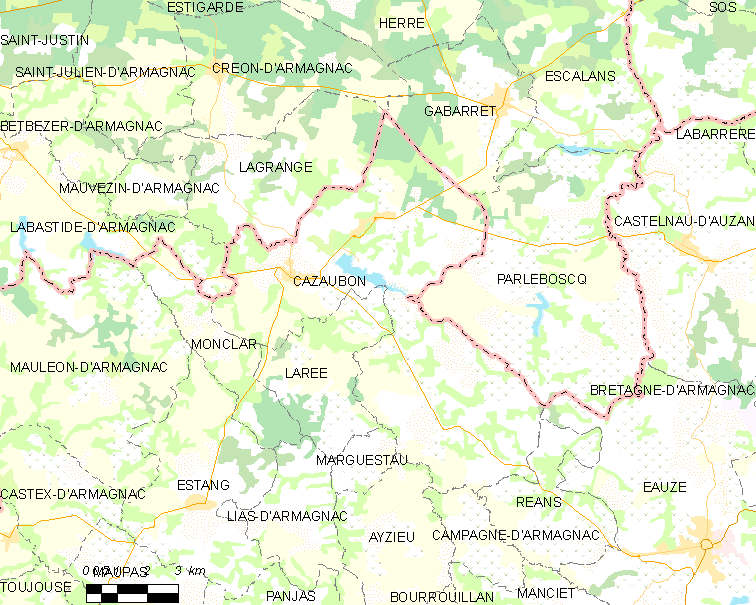
卡佐邦的OSM定位图

卡佐邦的时区为UTC+01:00、UTC+02:00（夏令时）。

## 行政
卡佐邦的邮政编码为32150，INSEE市镇编码为32096。

## 政治
卡佐邦所属的省级选区为大下阿马尼亚克县。

## 人口

1962-2008年间卡佐邦人口变化图示

卡佐邦于2022年1月1日时的人口数量为1663人。